# La Cape et l'Épée
Pour les articles homonymes, voir La Cape et l'Épée (homonymie).
 (mai 2023).
La mise en forme du texte ne suit pas les recommandations de Wikipédia : il faut le « wikifier ».
Les points d'amélioration suivants sont les cas les plus fréquents. Le détail des points à revoir est peut-être précisé sur la page de discussion.
- Les titres sont pré-formatés par le logiciel. Ils ne sont ni en capitales, ni en gras.
- Le texte ne doit pas être écrit en capitales (les noms de famille non plus), ni en gras, ni en italique, ni en « petit »…
- Le gras n'est utilisé que pour surligner le titre de l'article dans l'introduction, une seule fois.
- L'italique est rarement utilisé : mots en langue étrangère, titres d'œuvres, noms de bateaux, etc.
- Les citations ne sont pas en italique mais en corps de texte normal. Elles sont entourées par des guillemets français : « et ».
- Les listes à puces sont à éviter, des paragraphes rédigés étant largement préférés. Les tableaux sont à réserver à la présentation de données structurées (résultats, etc.).
- Les appels de note de bas de page (petits chiffres en exposant, introduits par l'outil «  Source ») sont à placer entre la fin de phrase et le point final[comme ça].
- Les liens internes (vers d'autres articles de Wikipédia) sont à choisir avec parcimonie. Créez des liens vers des articles approfondissant le sujet. Les termes génériques sans rapport avec le sujet sont à éviter, ainsi que les répétitions de liens vers un même terme.
- Les liens externes sont à placer uniquement dans une section « Liens externes », à la fin de l'article. Ces liens sont à choisir avec parcimonie suivant les règles définies. Si un lien sert de source à l'article, son insertion dans le texte est à faire par les notes de bas de page.
- La présentation des références doit suivre les conventions bibliographiques. Il est recommandé d'utiliser les modèles {{Ouvrage}}, {{Chapitre}}, {{Article}}, {{Lien web}} et/ou {{Bibliographie}}. Le mode d'édition visuel peut mettre en forme automatiquement les références.
- Insérer une infobox (cadre d'informations à droite) n'est pas obligatoire pour parachever la mise en page.

Pour une aide détaillée, merci de consulter Aide:Wikification.
Si vous pensez que ces points ont été résolus, vous pouvez retirer ce bandeau et améliorer la mise en forme d'un autre article.
La Cape et l’Épée est une série humoristique en 24 épisodes de 15 minutes, créée, écrite et interprétée par les Robins des Bois. Elle a été tournée au Studio Gabriel et diffusée du 4 novembre 2000 au 26 mai 2001 sur Canal+.

## Synopsis
La série met en scène les aventures burlesques de personnages médiévaux inventés comme le roi, la reine, le valet…
Chaque épisode est présenté par un ménestrel chargé de lire le générique, et d'être le narrateur de l'épisode. Ce ménestrel est incarné par une célébrité différente à chaque épisode.

## Fiche technique
- Créée par Les Robins des Bois
- Écrite par Maurice Barthélemy, Marina Foïs, Pierre-François Martin-Laval et Jean-Paul Rouve
- Réalisé par Jean-Jacques Amsellem, Bernard Faroux et Valérie Firla
- Musique de Jacynthe Jacquet et Hervé Rakotofiringa

## Distribution
- Pierre-François Martin-Laval : Christophe 2000, le roi de la France et des lunettes/un mousquetaire
- Marina Foïs : Pupute, la reine
- Maurice Barthélémy : Pulpipi, le bouffon/Comte Honoré Janin Traiteur/le chevalier Lancelot/Robespierre/Robin des bois/Fanfan la Jonquille/l'inventeur Leonardo da Vinci di Caprio/un mousquetaire, etc
- Jean-Paul Rouve : Le cardinal Claudia/Guy le traître/le sculpteur César/Merlin l'enchanteur/Cartouche/un mousquetaire, etc
- Élise Larnicol : Dame Pachole, la bonniche de la reine/Jeanne d'Arc
- Pascal Vincent : Le valet/le maître râleur/l'esclave/un mousquetaire
- Hervé Rakotofiringa : Le musicien
- Dominique Tedeschi : Le régisseur plateau et tourneur de décor

## Liste des épisodes et nom des ménestrels
1. Le nouveau - Dominique Farrugia
Le Cardinal mène le procès de Pulpipi, qui est accusé d'avoir vu le « pissou » de la reine Pupute, quand un nouveau apparait dans la troupe.
2. Le roi change son aménagement - Michel Boujenah
Le règne de Christophe 2000 est en danger à cause de son aménagement d'intérieur.
3. La découverte de l'Amérique - Clémentine Célarié
Afin de dilapider l'argent du royaume, la reine Pupute décide de financer une expédition pour la découverte de l'Amérique.
4. Pulpipi, drogué aux tagadas - Édouard Baer
Durant un pique-nique, le roi découvre que le bouffon Pulpipi se drogue aux fraises Tagada, et que le Cardinal est son dealer.
5. La quête du râle - Daniel Prévost
Le roi n'arrive plus à râler. Merlin l'enchanteur lance donc le chevalier Lancelot à la quête du râle.
6. L'assassinat du roi - Macha Béranger
Le roi et la reine sont en calèche, quand le Cardinal assassine le Roi.
7. Jeanne d'Arc, la pute d'Orléans - Éric Judor
Les Anglais sont sur le point d'attaquer le royaume, quand Jeanne d'Arc arrive pour organiser la défense.
8. Ramzy et la révolution - Ramzy Bedia
Le royaume vacille quand Danton et Robespierre déclenchent une révolution.
9. L'embuscade - Alain Chabat
Le roi, la reine et leur bonniche sont à cheval quand Cartouche et Robin des Bois les attaquent.
10. Le cardinal véreux - Alain Chabat
Le royaume n'a plus d'argent. Il semblerait que le Cardinal se soit approprié tout l'or.
11. Vacances à Rome - Dominique Farrugia
Le roi emmène son épouse en Italie pour "visiter le Pape".
12. La Communion solennelle - Omar et Fred
Le roi effectue sa communion mais la distribution des cadeaux ne se fait pas sans heurt.
13. L'inventeur - Michel Denisot 
Un inventeur présente son incroyable machine au Roi, mais les conséquences pour le valet sont dramatiques.
14. Le sacre du roi - Élie Semoun 
Le cardinal Claudia découvre que le Roi est couvert de poux. La crainte d'une contagion s'installe.
15. Qui va faire la fille du roi 1 - Gérard Darmon
Le roi organise une épreuve de tir à l'arc pour choisir un prétendant pour sa fille.
16. Qui va faire la fille du roi 2 - Gérard Darmon
Le roi cherche désespérément quelqu'un pour jouer le rôle de sa fille.
17. L'ambassadeur byzantin - Francis Lalanne
Un ambassadeur au comportement suspect offre un cadeau empoisonné au Roi.
18. Tout le monde veut sortir avec quelqu'un - Patrick Bosso
Alors que son peuple meurt de faim, le Roi Christophe 2000 ne songe qu'à se bécoter avec la Reine.
19. On tire les rois - Bruno Gaccio
Le roi et sa cour partage une galette. La recherche de la fève très convoitée agitera le repas.
20. Les ferrets de la reine - Dave
La reine appelle les 3 mousquetaires (qui sont 4) à l'aide pour conspirer contre le Roi.
21. Le duel - Laurent Boyer
Le roi se voit offrir une compression de César pour son anniversaire, mais la fête vire au duel entre César et Pulpipi.
22. Le marché opus - Pierre Palmade
Le roi achète une lampe magique mais c'est la bonniche qui réveille le génie.
23. The valet - Patrick Dupond
Le valet prend sa revanche sur la troupe en faisant miroiter un film hollywoodien.
24. L'exécution du roi - François Cluzet
 Le couple royal est accusé d'avoir voulu vendre le royaume de France dans les petites annonces, et est condamné à mort.